# Bons baisers... à lundi
Pour les articles homonymes, voir Bons baisers de....
Pour plus de détails, voir Fiche technique et Distribution.
Bons baisers… à lundi est un film français réalisé par Michel Audiard, sorti en 1974.

## Synopsis
Henri-Pierre (Jean Carmet), Bob (Jean-Jacques Moreau) et Dimitri (Jacques Canselier) sont trois gangsters minables qui s'aventurent chez Frankie Strong (Bernard Blier), le roi du show-business et son épouse Mirette (Maria Pacôme), pour les dévaliser. Malheureusement, comme tous les gens riches, Strong et ses amis n'ont pas d'argent sur eux, seulement des cartes de crédit. Henri-Pierre finit par accepter un chèque, avant de s'apercevoir qu'étant vendredi soir, les banques n'ouvrent que le lundi. Les braqueurs et les braqués vont donc passer le week-end ensemble, en famille, et les rôles vont parfois se trouver inversés…

## Fiche technique
- Titre : Bons baisers… à lundi
- d'après le roman d'Alain-Yves Beaujour Le Principe d'Archimède, éditions Le Mercure de France
- Réalisation : Michel Audiard
- Scénario : Michel Audiard
- Adaptation de Pierre Cosson et Jacques Audiard
- Pays de production : France
- Dialogues de Michel Audiard
- Musique de Gérard Calvi, éditions La Boétie Music
- Images : Daniel Diot
- Direction de production : Jean Guillaume
- Son : Guy Villette
- Montage : Marie-José Chauvel, Sabine Mamou
- Direction générale de la production : Guy Azzi
- Producteur délégué : Eugène Tucherer
- Visa de censure N° 42.815 Copyright Les Films La Boétie
- Distribué par les Films La Boétie
- Genre  : comédie
- Durée : 90 minutes
- Date de sortie : 
  - France : 27 novembre 1974

## Distribution
- Bernard Blier : Frankie Strong, dit « le Lion »
- Jean Carmet : Henri-Pierre
- Jean-Jacques Moreau : Bob
- Jacques Canselier : Dimitri
- Maria Pacôme : Myrette
- Évelyne Buyle : Zaza
- Betty Mars : Esmeralda
- Mario David : Jacky Arouni
- André Pousse : l'automobiliste
- Michel Bouquet : Nez-d'bœuf
- Julien Guiomar : Maurice Poudevigne
- Jacques Ramade : Édouard-Albert Richard d'Hervieu
- Maria Montes : Conception
- Roland Giraud : Luis
- Pierre Collet : le veilleur de nuit
- Bernard Dumaine : le patron du bistrot

## Autour du film
- Bons baisers… à lundi est le dernier long-métrage réalisé par Michel Audiard, préférant uniquement se consacrer au métier de dialoguiste et de scénariste. Ce film marque également les débuts de son fils, Jacques, comme scénariste, avant de devenir quelques années plus tard le réalisateur reconnu notamment avec De battre mon cœur s'est arrêté et Un prophète.
- C'est le premier vrai rôle au cinéma de Roland Giraud.
- Jean Carmet porte ses épaulettes d'agent de police à l'envers, les chevrons pointant vers l'extérieur, au lieu de l'intérieur.